# 阿尔·弗莱明
小艾伯特·弗莱明（英語：Albert Fleming Jr.，1954年4月5日—），美国NBA联盟前职业篮球运动员。他在1976年的NBA选秀中第2轮第13顺位被菲尼克斯太阳选中。